# José Luis Espinosa Piña
José Luis Espinosa Piña (Morelia, Michoacán, 2 de diciembre de 1968). Es un político mexicano, miembro del Partido Acción Nacional, fue diputado federal de 2006 a 2009.
Es licenciado en Derecho egresado de la Universidad Michoacana de San Nicolás de Hidalgo y tiene una maestría en Sociología por la Universidad Iberoamericana, miembro del PAN desde 1987, ha ocupado cargos en el Comité Municipal del PAN en Morelia, y en el Comité Estatal en Michoacán, del que ha sido Secretario de Relaciones Institucionales de 1996 a 1999, Secretario General de 2000 a 2001 y presidente estatal del PAN de 2001 a 2002, además fue regidor del Ayuntamiento de Morelia de 1996 a 1998 y diputado al Congreso de Michoacán de 1998 a 2002.
Electo diputado federal por el Distrito 10 de Michoacán a la LX Legislatura de 2006 a 2009, en ella se desempeñó como secretario de la Comisión de Medio Ambiente y Recursos Naturales y miembro de la de Puntos Constitucionales; siendo además Vicepresidente de la Cámara de Diputados para el periodo de 2008 a 2009.
Ocupó el cargo de director general del Instituto Latinoamericano de la Comunicación Educativa, organismo internacional con sede en la Ciudad de México.